# Таргу Окна
Таргу Окна (рум. Târgu Ocna) град је у у источном делу Румуније, у историјској покрајини Молдавија. Таргу Окна је седми по важности град у округу Бакау.
Таргу Окна је према последњем попису из 2002. имала 13.576 становника.

## Географија
Град Таргу Окна налази се у западном делу Румунске Молдавије. Град је смештен на реци Тротушу. Од седишта округа, града Бакауа, Таргу Окна је удаљена око 60 km југозападно. Око града се пружа планинско подручје Карпата.

## Становништво
У односу на попис из 2002, број становника на попису из 2011. се смањио.
| 1966.  | 1977.  | 1992.  | 2002.  | 2011.  |
| ------ | ------ | ------ | ------ | ------ |
| 11.647 | 12.603 | 16.071 | 14.184 | 11.300 |

Румуни чине већину становништва Таргу Окне, а од мањина присутни су само Роми.